# Pilocrocis hypoleucalis
Pilocrocis hypoleucalis là một loài bướm đêm trong họ Crambidae.